# Hans-Ulrich Krüger
Hans-Ulrich Krüger (ur. 7 kwietnia 1952 w Lemgo) – polityk niemiecki.
Po zdanej w 1971 roku maturze studiował prawo. Od 1979 do 1982 był pomocnikiem naukowym na Uniwersytecie w Bielefeld, gdzie zdobył tytuł doktora. Pracował kilka miesięcy jako adwokat, w latach 1982–1986 był sędzią w Sądzie Rejonowym i Sądzie Obwodowym w Osnabrück, sędzią w Sądzie Obwodowym w Bersebrück i w Sądzie Obwodowym w Papenburg. Od 1988 do 1991 członek rady miejskiej w Lemgo, od 1985 do 1988 asystent na Uniwersytecie w Osnabrück.
Od 1991 roku Hans-Ulrich Krüger jest aktywny politycznie w ramach SPD. W 1997 został burmistrzem miasta Voerde (Niederrhein). Od 2002 roku deputowany do Bundestagu, wybrany ponownie w wyborach 2005. 